# Museo della natura morta
Il Museo della Natura Morta è stato inaugurato nel 2007 nella Villa Medicea di Poggio a Caiano in provincia di Prato, non lontano da Firenze
Il piccolo museo, unico nel suo genere in Italia, dedicato al genere della natura morta, è stato realizzato, dopo una lunga preparazione, dal Polo Museale Fiorentino con la collaborazione del Comune di Poggio a Caiano e della Provincia di Prato. Il museo è visitabile gratuitamente a orari prestabiliti (ogni ora), ma richiede la prenotazione telefonica o diretta alla portineria della villa prima della partenza del giro.
L'intero secondo piano della Villa ospita, secondo un percorso storico che si snoda in 16 sale, 200 dipinti di natura morta che raccontano la storia di una grande collezione, la più importante d'Europa nel suo genere, messa insieme con passione dai Granduchi di Toscana tra Seicento e Settecento, raccogliendo opere di artisti italiani, fiamminghi e olandesi. La maggior parte dei duecento dipinti esposti nel museo è visibile al pubblico per la prima volta, perché conservati fino ad ora nei depositi degli Uffizi e di Palazzo Pitti. Nel museo è presente anche un deposito per le opere che al momento non trovano posto nell'esposizione o che verranno acquisite in futuro. La scelta della Villa Medicea come sede del museo non è casuale: infatti proprio a Poggio a Caiano Ferdinando de' Medici aveva raccolto la sua collezione.
Dal dicembre 2014 il Ministero per i beni e le attività culturali lo gestisce tramite il Polo museale della Toscana, nel dicembre 2019 divenuto Direzione regionale Musei.

## Contenuto
I dipinti raffigurano fiori, frutti, oggetti, utensili, cacciagione, pesci, uccelli, tolti dal loro contesto naturale, in una rappresentazione talvolta densa di significati simbolici riferiti alla caducità della vita, come era tipico del genere pittorico chiamato “natura morta”.
Alcune tele ritraggono specifiche varietà botaniche, realizzate per documentare le caratteristiche dei vari esemplari. Questo genere di pittura di taglio scientifico, particolarmente apprezzato alla corte degli ultimi Medici, viene definito “natura viva.
In particolare nei quadri del pittore Bartolomeo Bimbi è possibile ritrovare le tracce di un'eccezionale “biodiversità”; infatti nelle sue tele ritrasse esempi della fauna toscana di quei tempi, ma soprattutto piante e frutta dei più diversi tipi (agrumi, uve e frutti della Toscana), catalogando con puntigliosità le più diverse varietà allora coltivate e riproducendo con precisione perfino i difetti dovuti a malattie e parassiti. La sua opera è studiata anche dai botanici come utile traccia per identificare specie e varietà di fiori e di frutti estinte o in via di estinzione.
I quadri di Bimbi, al quale sono dedicate due intere sale, e di altri pittori di quel periodo sono, infatti, oggetto di ricerche storico-botaniche da parte del Consiglio Nazionale delle Ricerche e di varie università e sono un'utile traccia per coloro che tentano il recupero di varietà ortofrutticole scomparse.
Altri importanti artisti sono presenti nel Museo, come Bartolomeo Ligozzi, Andrea Scacciati, Mario de' Fiori, Otto Marseus van Schrieck, Giovanna Garzoni, Margherita Caffi, ecc.
Qui sono esposti i Cedri di Filippo Napoletano, o l'importante serie di tele di soggetto botanico di Bartolomeo Bimbi eseguite per il granduca Cosimo III. La sua splendida Ghirlanda, opera fondamentale per la ricostruzione del collezionismo mediceo di natura morta, le Ciliegie di Giovanna Garzoni e la Ghirlanda di Margherita Caffi, l'importantissimo Vaso di fiori di Jan Brueghel dei Velluti, l'unica opera di questo genere del grande artista fiammingo presente a Firenze.

## Mostre
Nel 2014 il Museo della Natura Morta della villa Medicea ha organizzato una mostra, curata da Maria Matilde Simari ed Elisa Acanfora, sulle pitture su pergamene appartenute alle collezioni medicee.
Nel 2015 ha avuto luogo la mostra “Nelle antiche cucine”, sempre a cura di Matilde Simari, dedicata alle pitture e agli utensili, tra il XV e il XVII secolo, legati al tema della cucina.
La villa Medicea di Poggio a Caiano fu una delle residenze preferite di Ferdinando de' Medici e qui dedicò un ambiente alla sua collezione “ di opere in piccolo” , ovvero di piccole dimensioni, raffiguranti scene di genere, nature morte, caricature. La mostra “ per il Gran Principe Ferdinando” ripropone proprio una parte di questa collezione.